# Nadjafabad
Nadjafabad (en persan : نجف‌آباد / Najaf-Âbâd) est une commune iranienne de la province d'Ispahan. Cette commune fait partie de la métropole d'Ispahan.

## Personnalités liées
- Mohsen Hojaji (1991-), membre de l’équipe des conseillers militaires iraniens en Syrie y est né.
- Hossein Ali Montazeri (1922-2009), grand ayatollah iranien, y est né.
- Kiumars Pourahmad (1949-2023), réalisateur, scénariste, monteur et producteur de cinéma iranien.